# La Voce (quotidiano)
La Voce è stato un quotidiano nazionale italiano fondato e diretto da Indro Montanelli e pubblicato dal 22 marzo 1994 al 12 aprile 1995.

## Storia
L'idea di fondare La Voce venne a Indro Montanelli quando lasciò la direzione de il Giornale l'11 gennaio 1994, dopo quasi vent'anni di direzione ininterrotta. Montanelli lamentò le pesanti ingerenze, e attacchi personali, subite nell'ultimo anno, addebitandoli direttamente a Silvio Berlusconi, suo editore di fatto, che era in procinto di presentarsi ufficialmente alle elezioni politiche del marzo 1994 con un partito personale (Forza Italia). Berlusconi auspicava infatti da parte del Giornale una netta presa di posizione in favore della sua parte politica, come il resto del suo colosso editoriale-televisivo, la Fininvest e la Mondadori.
Tali pressioni furono subito respinte dall'anziano direttore, che constatò come fossero venute meno le condizioni di libertà e d'indipendenza imprescindibili per poter continuare la conduzione del quotidiano. Così, Montanelli considerò conclusa la sua esperienza al Giornale. All'età di ottantacinque anni, ricominciò con una nuova testata, ispirata nel nome all'omonima rivista fondata da Giuseppe Prezzolini nel 1908.
Con questo gesto Montanelli intese riaffermare la sua libertà e indipendenza giornalistica, e le sue posizioni conservatrici, di una tradizione della destra italiana che non voleva identificarsi con la figura e la politica di Berlusconi.
I giornalisti della Voce provenivano quasi tutti dal Giornale: tra loro, nomi come Beppe Severgnini, Peter Gomez, Marco Travaglio, Luigi Bacialli, Giancarlo Mazzuca, Federico Orlando, Mario Cervi, Oscar Eleni, Francesco Battistini, Beatrice Masini, Pietro Cheli, Luigi Offeddu, Aldo Vitali, Leonardo Maisano, Tiziana Abate, Alberto Mazzuca, Paolo Longanesi, Novarro Montanari, Michele Sarcina, Donata Righetti, Giuliano Molossi, Vittorio Dan Segre, Vivianne Di Majo, Giuseppe Piacentino, Nanni Delbecchi, Letizia Moizzi, Gabriele Paci, Francesco Maria Avitto e altri. Della Voce fece anche parte, come critico cinematografico, Gianni Canova, al quale venne affidata da Montanelli in persona la sezione di critica cinematografica. Tra i commentatori: Sergio Ricossa, Geno Pampaloni, Marco Vitale, Gianni Marongiu, Gina Lagorio, Piercamillo Davigo, Marcello Maddalena, il cardinale Ersilio Tonini, Mario Baldassarri, Leopoldo Elia ed Enzo Bearzot.

La società editrice della testata, la Piemmei di Victor Uckmar e Luciano Consoli era un'impresa ad azionariato diffuso: ciascun socio poteva possedere solo una piccola porzione del capitale. Il modello della public company era stato pensato da Montanelli per garantirsi la più ampia autonomia.
Quanto alla linea editoriale e alla collocazione politica del nuovo quotidiano, Montanelli dichiarò:
La Voce, che aveva sede a Milano in via Dante 12, si caratterizzò per i molti articoli d'opinione, i fotomontaggi realizzati da Vittorio Corona, la prima pagina a copertina (molto diversa da quella del Giornale), le numerose rubriche, la sezione cultura particolarmente curata, chiamata Il Caffè, e le pagine quasi prive di pubblicità. Il successo iniziale fu grande ma, dopo pochi mesi l'effetto novità si esaurì, facendo andare in sofferenza la gestione economica. In agosto fu chiamato alla direzione amministrativa Gianni Locatelli, che non riuscì a risollevare le sorti del giornale.
Nell'aprile 1995, tredici mesi dopo il primo numero, a causa di vari motivi (costi troppo alti, calo delle vendite in edicola, fuga dei pochi azionisti e inserzionisti, ecc.) la testata dovette chiudere. Nell'ultimo numero Montanelli scrisse nell'articolo di fondo di commiato, intitolato Uno straniero in Italia:
Il giornale chiuse con vendite di poco sopra le 40 000 copie. I giornalisti della Voce rimasero quasi tutti disoccupati, tranne un pugno di "fedelissimi" che Montanelli riuscì a portare con sé al Corriere della Sera.
Il quotidiano uscì sempre al prezzo di 1 500 lire, senza subire variazioni tra il 1994 e il 1995. Nel primo numero, con la tiratura di 445 000 copie già esaurita alle otto e mezza del mattino, fu ospitato in prima pagina il saluto della voce per eccellenza, The Voice, ovvero Frank Sinatra.

## Direttori
- Indro Montanelli (1994-1995)